# Kismet (robot)
Kismet je robotska glava koja je napravljena tokom 1990-ih na Tehnološkom institutu Masačusetsa (MIT) zaslugom dr. Sintije Brezil kao eksperiment u afektivnom računarstvu. To je mašina koja može da prepozna i simulira emocije. Ime Kismet potiče od turske reči koja znači „sudbina“ ili ponekad „sreća“.

## Dizajn i konstrukcija hardvera
Da bi Kismet pravilno komunicirao sa ljudskim bićima, on sadrži ulazne uređaje koji mu daju slušne, vizuelne i propriocepcijske sposobnosti. Kismet simulira emocije kroz različite izraze lica, vokalizacije i pokrete. Izrazi lica se stvaraju pokretima ušiju, obrva, očnih kapaka, usana, vilice i glave. Cena fizičkog materijala je procenjena na 25.000 američkih dolara.
Pored gore pomenute opreme, koristi četiri Motorola 68332, devet računara na 400 MHz i još jedan računar na 500 MHz.

## Spoljašnje veze
- Zvanični veb-sajt
- Description de Kismet